# موراتو (لاعب كرة قدم مواليد 2001)
موراتو (مواليد 30 يونيو 2001) هو لاعب كرة قدم برازيلي يلعب في مركز المدافع في نادي بنفيكا.

## وصلات خارجية
- موراتو (لاعب كرة قدم مواليد 2001) على موقع الاتحاد الأوربي (الإنجليزية)
- موراتو (لاعب كرة قدم مواليد 2001) على موقع قاعدة بيانات كرة القدم.إي يو (الإنجليزية)
- موراتو (لاعب كرة قدم مواليد 2001) على موقع Soccerway.com (الإنجليزية)
- موراتو (لاعب كرة قدم مواليد 2001) على موقع عالم كرة القدم.نت (الإنجليزية)